# آرتور هوهانیسیان
آرتور هوهانیسیان (ارمنی: Արթուր Հովհաննիսյան؛ زادهٔ ۲۳ مارس ۱۹۹۶) بوکسور اهل ارمنستان که در بازی‌های المپیک تابستانی ۲۰۱۶ به رقابت پرداخت.

## دستاوردها
- در وزن ۴۹ ک‌گ در ۲۰۱۹ در مینسک، بلاروس - بازی‌های اروپایی